# Бакинская детская железная дорога
Бакинская Детская Железная Дорога (БДЖД) (азерб. Bakı Uşaq Dəmir Yolu) — существовавшая в 1947—2009 годах детская железная дорога в городе Баку. Открыта 10 августа 1947 года. Протяженность трассы — 1050 м. Имеется две станции — Деде Горгуд и Багар, локомотивное депо, учебный корпус, 2 тепловоза ТУ2, 6 вагонов «Pafawag». Располагалась в парке им. Шахрияра.
Официальное наименование с 2004 года Азербайджанская Государственная Детская Железная Дорога — АГДЖД (азерб. Azərbaycan Dövlət Uşaq Dəmir Yolu).
Закрыта летом 2009 года и полностью разобрана

## История

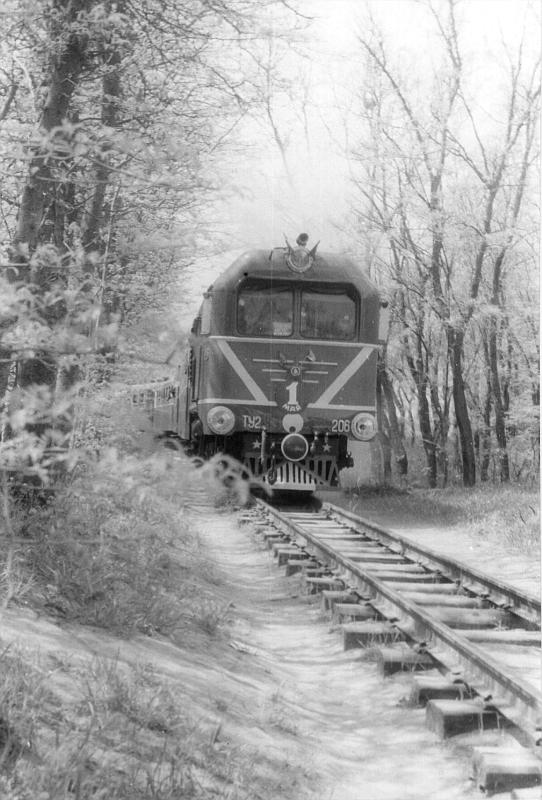
Открытие сезона на Бакинской ДЖД в 1980 году.

Идея строительства детской железной дороги в городе Баку, возникла в 1945 году, и уже в том же году по постановлению Совета Министров Азербайджана от 15 июня 1946 года, была установлена дата начала и окончания строительства дороги. Для строительства дороги был выбран один из самых больших парков города Баку, парк им. Дзержинского (ныне им. Шахрияра). Строительство началось 14 марта 1947 года и было завершено 1 мая 1947 года. В строительстве железной дороги активное участие принимали студенты и школьники города Баку.
К постоянной работе на дороге были подготовлены и привлечены 120 юных железнодорожников. Торжественное открытие БДЖД состоялось 10 августа 1947 года, в день железнодорожника. Первым начальником БДЖД был назначен М. Ахундов.
Первоначальный план строительства предусматривал строительство дороги в две очереди, первый — линия от парка им. Дзержинского до Республиканского стадиона (ныне существующая), в последующем же планировалось продлить эту линию до жилого массива Монтино. Таким образом общая протяженность железной дороги должна была составить около 4 километров. Однако вторую очередь строительства так и не удалось начать, поскольку территория по которой планировалось проведение путей была передана под жилое строительство.
На современном этапе общая протяженность БДЖД составляет 1505 метров.
В 1980-е годы существовали проекты продления дороги, наиболее вероятным был план продления дороги по всему парку им. Шахрияра, но на деле это осуществить не удалось, так как парк находится на сильно пересеченной местности, из за чего у тепловозов просто не хватило бы мощности взобраться на подъём.
Трудности начала 90-х годов не обошли стороной и БДЖД. Ошибочное решение о выводе БДЖД из состава Азербайджанских Государственных Железных Дорог (АГЖД) и перевод дороги на полный хозрасчет приводит БДЖД в кризисное состояние. Начинается постепенный упадок БДЖД, связанный в основном с недостатком материальных средств. В эти годы происходит падение престижа профессии железнодорожника, общее падение интереса к железнодорожному делу, в том числе и со стороны детей. С 1995 года наблюдается резкий отток юных энтузиастов с БДЖД, что в результате приводит к тому, что уже в 1998 году от детской железной дороги остается лишь название, поскольку все работы производились взрослыми, в лице начальника БДЖД, машиниста-инструктора, инструктора по обучению, сторожа, и двух-трех энтузиастов-добровольцев.
Однако с января 2002 года, осознав ошибочность решения 90-х, мэрия города Баку совместно с АГЖД выделила значительные средства на полный ремонт дороги. Благодаря полученному финансированию на дороге были проведены широкомасштабные восстановительные работы. Было отремонтированы здания вокзалов и депо, восстановлено и подвергнуто модернизации железнодорожное полотно (в некоторых местах поменяли рельсы и шпалы, заменено сменили нижнее строение пути), полностью восстановлена сигнализация и связь; внедрена локомотивная радиосвязь, связывающая машиниста с дежурными по станции. Был полностью восстановлен подвижной состав.
В июне 2002 года состоялось торжественное открытие дороги после капитального ремонта.
При БДЖД был также создан железнодорожный модельный кружок, модели которого неоднократно становились победителями соревнований. Последняя победа была одержана в середине 80-х. в городе Горьком (Нижний Новгород), где модели юных железнодорожников из Баку заняли первые места в классах: самый мощный и самый быстрый локомотив.
В июле 2009 года Бакинская детская железная дорога была полностью разобрана, а подвижной состав был вывезен на хранение в депо Баладжары. Первоначально заявлялось, что закрытие временное. Также сообщалось, что детская железная дорога будет перенесена в Гянджу
По состоянию на 2012 год, о восстановлении детской железной дороги уже не вспоминают.

## Подвижной состав
Первым локомотивом на Бакинской ДЖД стал паровоз серии К, производства Коломенского завода, поступивший на дорогу к моменту её открытия в 1947 году. Эксплуатировался в одном единственном экземпляре, вплоть до своего списания в 1958 году.
В середине 50-х годов на дорогу поступил новый паровоз серии 159—141 Подольского завода, он, заменив старый паровоз, эксплуатировался на дороге до первой половины 60-х г. когда был заменен, на этот раз тепловозами. В первой половине 60-х г. на БДЖД была проведена реконструкция тяги, в результате которой паровая тяга была заменена тепловозной, именно в это время на дорогу поступили два тепловоза серии ТУ2 (№ 019, ранее эксплуатировавшийся в Эстонии и № 099-поступивший с ДЖД Волгограда), в 1978 году ТУ2-099 был передан на вступившую в строй ДЖД в Нахичевани, взамен на Бакинскую ДЖД из Нахичевани поступил работавший там тепловоз ТУ2-206, который наряду с ТУ2-019 стал основным локомотивом Бакинской ДЖД. Тепловозы серии ТУ2 под номерами 019 и 206 продолжают свою службу на БДЖД по сей день. Последним новым поступлением на БДЖД был новый тепловоз ТУ7-0204 (1987 год), который в том же году был передан на Нахичеванскую ДЖД.

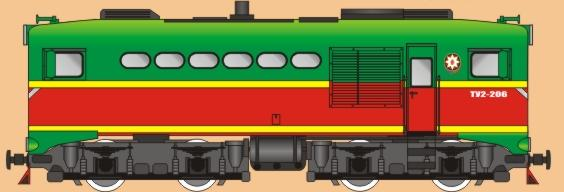
ТУ2-206 в старом виде окраски

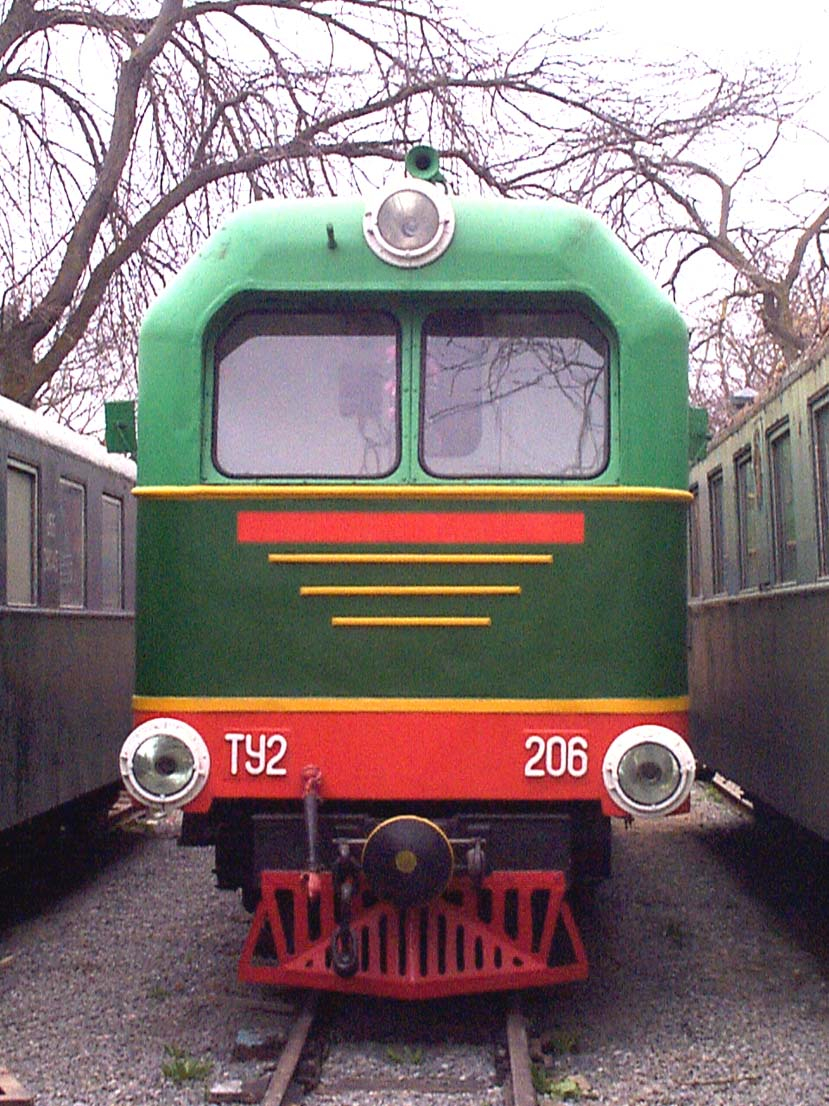
ТУ2-206 в новом окрасе

Данные о первых пассажирских вагонах, работавших на дороге, отсутствуют. Известно лишь то, что они были самодельными, дата и место их изготовления неизвестны В конце 60-х на дорогу поступили 8 вагонов «Pafawag» польского производства, два из них были переданы в 1978 году на Нахичеванскую ДЖД, остальные шесть продолжают эксплуатироваться на дороге по сей день.
Полное отсутствие финансирования в период упадка БДЖД (1996-2002) привело подвижной состав дороги в практически полную негодность. Вышла из строя вся сигнализация и связь, из-за отсутствия ремонта встал ТУ2-019, один за другим приходили в негодность вагоны, пути были в ужасающем состоянии. У локомотивов отсутствовали аккумуляторы, были проблемы с приобретением топлива.
В 2002 году весь подвижной состав БДЖД полностью отремонтирован, произведена его модернизация.

## Станции
Бакинская Детская Железная Дорога имела две станции:
- Деде Горгуд (бывшая Комсомольская) — трёхпутная с разворотным треугольником (из-за ненадобности разобран). Имелось локомотивное депо.
- Бахар (азерб. "Весна") — с разворотным треугольником.

На станции Деде Горгуд имелось паровозное депо и гидроколонка. После перевода дороги на тепловозную тягу на месте гидроколонки был построен экипировочный пункт для тепловозов, а паровозное депо было переоборудовано в учебный корпус.
Дорога была оборудована автоблокировкой, семафорами и жезловой системой сигнализации.